# Maya Kübler
Maya Kübler (auch Maja Kübler; * 10. Oktober 1914 in Dübendorf, heimatberechtigt in Siblingen; † 9. Januar 1995 in Zürich), reformiert, war eine Schweizer Balletttänzerin, Kabarettistin und Pädagogin, die in idealer Form die Synthese des Theatertanzes mit dem Ausdruckstanz um die Mitte des 20. Jahrhunderts verkörperte. Sie tanzte am Stadttheater Zürich, dem heutigen Opernhaus und bei den Ballets Jooss, trat nach dem Zweiten Weltkrieg in Zürich als Solistin auf und unterrichtete über viele Jahre in einer Theatertanzschule in Zürich.

## Leben und Werk
Maya Kübler war die Tochter des Kaufmanns Johann Georg Kübler und der Anna Maria geb. Gütle. Die zehnjährige Maya bewarb sich 1924 auf ein Zeitungsinserat von Ballettmeister Godlewski, der Mädchen für die Theatertanz-Ausbildung suchte. Sie hatte schon in den Kindertanzkursen der ehemaligen Ballettmeisterin Leni Rinke (1902–1906 am Stadttheater Zürich) mitgewirkt, war musikalisch begabt und vom Theater fasziniert. Sie stellte sich vor, wurde angenommen und besuchte dann an den schulfreien Nachmittagen den Ballettunterricht am Theater. Kübler wurde dort 1928–32 Elevin, 1932–35 Gruppentänzerin und 1935–36 Solistin.
Von 1936 bis 1946 war Maya Kübler in wichtigen Frauenrollen mit den Ballets Jooss (Dartington Hall, England) auf grossen Tourneen in England, Südamerika und USA. 1938 trat sie kurzzeitig beim Cabaret Cornichon auf. Mit ihrem Ehemann Angelo Rovida nahm Kübler an der Schweizerischen Landesausstellung 1939 am 1. Schweizer Tänzerwettbewerb teil. Das Paar tanzte spanische Nummern und erreichte den zweiten Rang.
1946 kehrte Kübler von den USA nach Zürich zurück und arbeitete ab 1948 wieder als Tänzerin am Stadttheater. Sie unterrichtete zudem ab 1950 an der Schweizerischen Theatertanzschule und gab Laien und Profis ihr fundiertes Wissen über eine von innen erfüllte, formal durchgestaltete Tanzkunst weiter. 1967 gab sie das Unterrichten wegen eines Hüftleidens auf.

## Auftritte (Auswahl)
- 1933: Titelrolle in Strawinskys Der Feuervogel (Choreografie: Hellmuth Zehnpfenning (1896–1957)), die Unbekannte in "Venus" (Musik: Othmar Schoeck)[10], die Traumerscheinung in "Amphion" (Musik: Arthur Honegger)
- 1934: Musa in Das Tanzlegendchen, ein Tanzspiel nach Gottfried Keller, Musik: Pierre Maurice
- 1935: Teufelswirtin in Fran Lhotkas Der Teufel im Dorf, Choreografie: Pia und Pino Mlakar
- 1949: Als Solistin kreierte sie Die Lindauerin, gesungen von Elsa Cavelti in Willy Burkhards "Die schwarze Spinne".
- 1950: Candelas in de Fallas Liebeszauber
- 1951: Potiphars Weib in Richard Strauss’ Josephs Legende und die alte Jungfer in Paul Burkhards Die Weibermühle
- 1952: Die Fee in Bartóks "Der holzgeschnitzte Prinz"
- 1953: Die weisse Frau in Rolf Liebermanns Furioso